# Iglesia de San Miguel (Viella)
La iglesia de San Miguel (en occitano: glèisa de Sant Miquèu) de Viella (Valle de Arán, Cataluña, España) es una iglesia construida en diferentes fases entre los siglos XII y XIII. Está dedicada a San Miguel. Su construcción original es de transición del románico al gótico. Antiguamente estaba edificada junto al antiguo castillo medieval, del cual ya no queda ningún resto. Es por este motivo que la torre del campanario tiene un aspecto fortificado. Tiene una única nave, con capillas laterales, que responde a varias etapas constructivas. Los tres tramos más próximos a la fachada oeste son del siglo XII. Están cubiertos con bóveda de cañón reforzada por arcos fajones. El tramo previo al presbiterio corresponde al siglo XV y el crucero y la cabecera fueron construidos en 1730. Es una obra incluida al Inventario del Patrimonio Arquitectónico de Cataluña.

## Descripción
La iglesia parroquial de San Miguel, que era la capilla del desaparecido castillo de Viella, es un edificio románico de transición al gótico (siglo XII-XIII), muy reformado posteriormente. Es de una nave cubierta con bóveda de cañón sobre arcos fajones, y cuatro capillas laterales por lateral, sacado del par más próximo al crucero, que lo son con bóveda por arista (1535). En el siglo XVI, por privilegio de Fernando II (1510), se construyó el campanario, que servía de torre de defensa, y que tiene embebido en la base el portal del XVI, dentro de un atrio.

### Portada
La actual puerta de acceso al templo data de finales del siglo XIII o principios del XIV. Fue añadida al templo románico existente. Recuerda mucho la de la vecina de San Esteban de Betrén, si bien está mucho más deteriorada. En ella se combinan las líneas apuntadas del incipiente estilo gótico con la temática y simbología románicas. Está formada por cinco arquivoltas apuntadas en gradación, donde hay esculpidas 59 figuras, referentes a la Resurrección, las imágenes inferiores, y a la Vida Eterna, las superiores. Podemos ver ángeles, santos, músicos y los apóstoles disfrutando de la Gloria, mientras que en las figuras más próximas a los capiteles observamos varios personajes salientes de sus sepulcros. La portada está protegida por un atrio que forma el primer piso de la torre del campanario, tal como sucede en la iglesia de San Martín de Gausach.

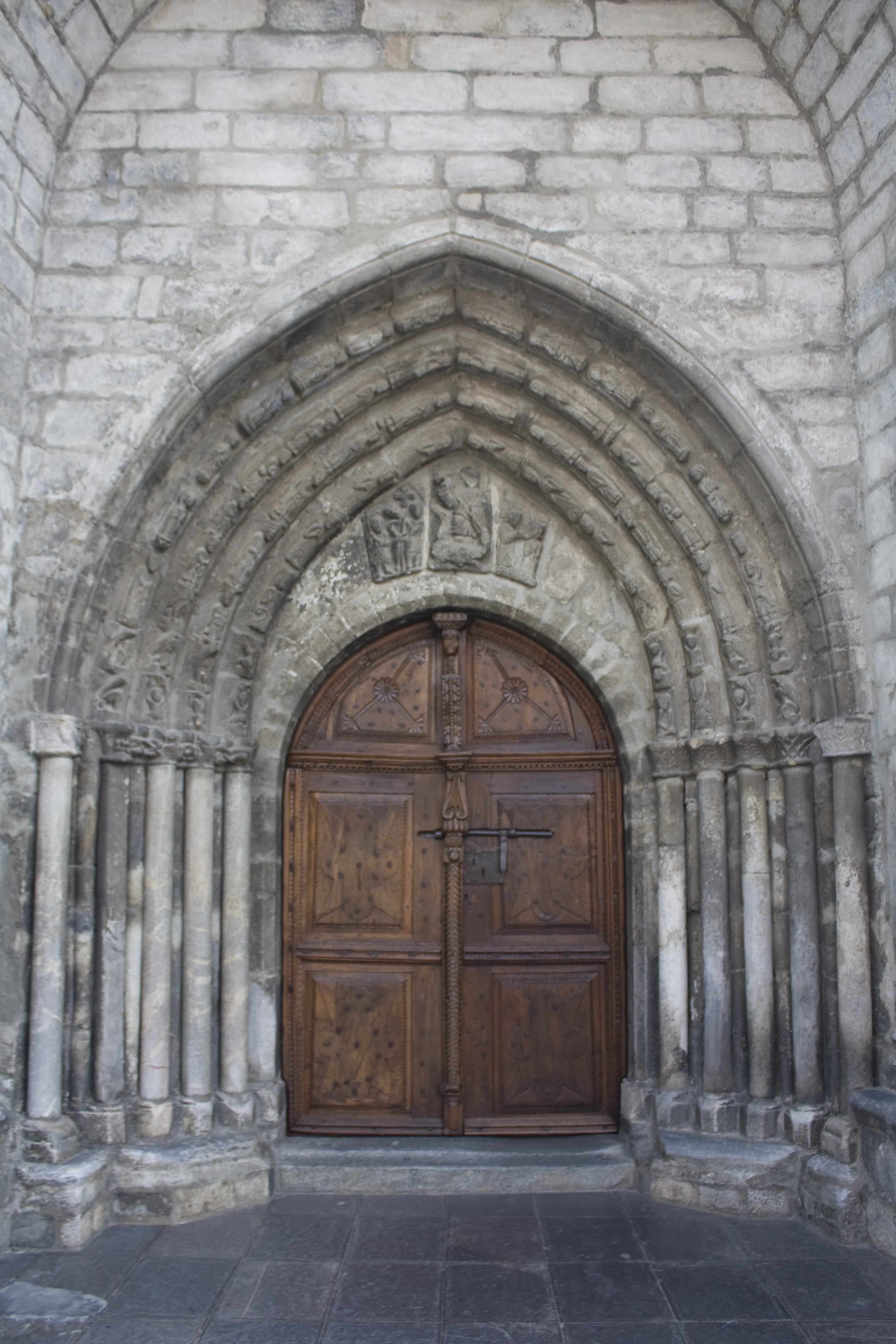
Vista frontal, en 2010
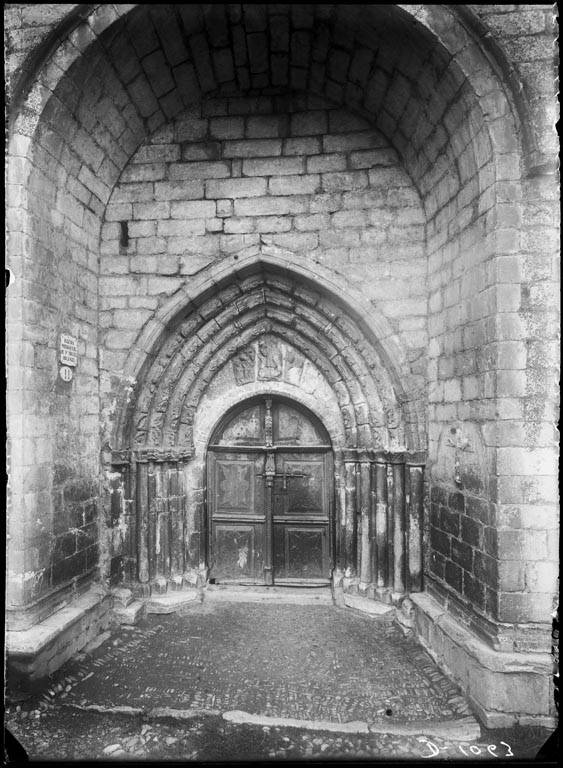
Portada en 1907, por el excursionista Juli Soler i Santaló

### Campanario
La torre campanario es un obra del siglo XIV. De base 6 x 7 metros, tiene la planta cuadrada y está montada sobre la portada con un arco de medio punto que forma en la parte interior, con los menajes de la torre, un espacio a modo de porche o atrio. El campanario, de base cuadrada que acontece octogonal, es coronado por una barbacana que sostiene una aguda cubierta piramidal de pizarra. El cuerpo del campanario es proveído de saeteras, y en la parte superior se abren dos ringleras de ventanales recogidos por una volada cornisa sustentada en repisas, y acabado con un agudo capitel. La altura total es de 40 metros, y la de la aguja de 13'5 metros.

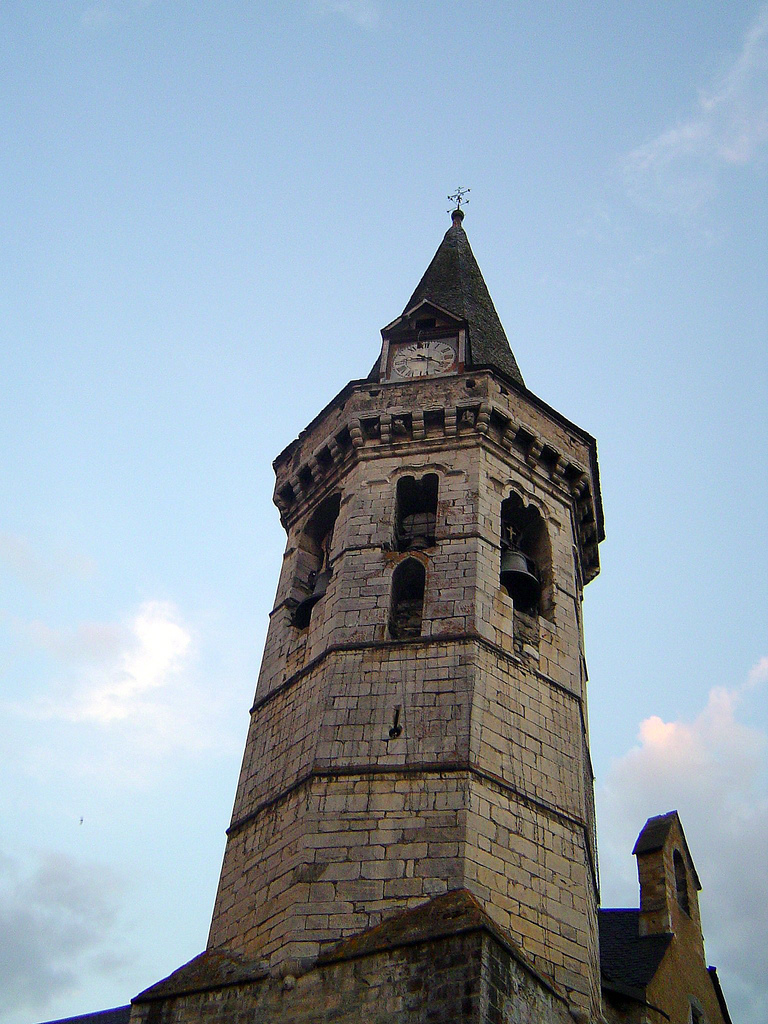
Detalle del campanario.
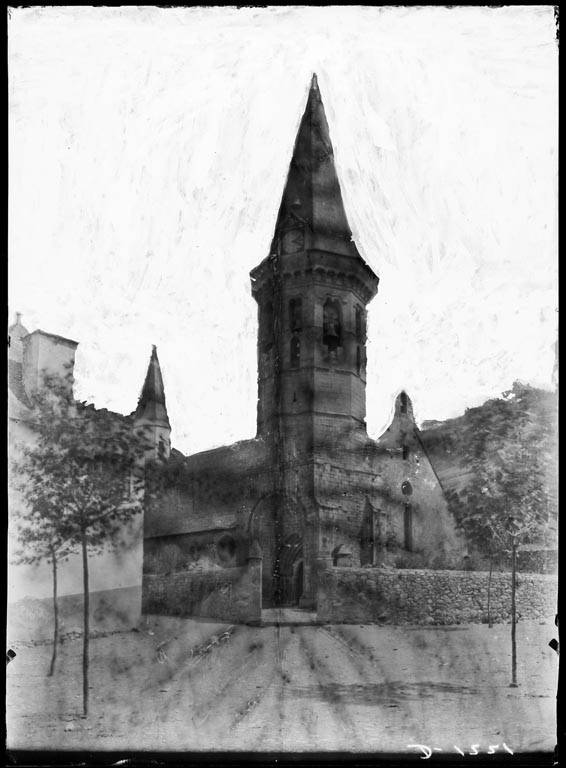
Vista de la torre del campanario de 1907.

### Interior
En el interior guarda una pila bautismal románica. Formada por un vaso cónico y un pie cilíndrico, con base circular. Tanto el pie cómo la base no corresponden al vaso. La pila está surcada por tres filetes horizontales que compartimentan la superficie del vaso en dos franjas. En la superior está representado un motivo vegetal y en la inferior hay grabados una sucesión de arcos. El ángulo inferior de la pila está bordeado de botones semiesféricos. Tanto el pie cómo la base carecen de motivos ornamentales: son lisos. Está esculpida con motivos vegetales y geométricos de influencia mozárabe.

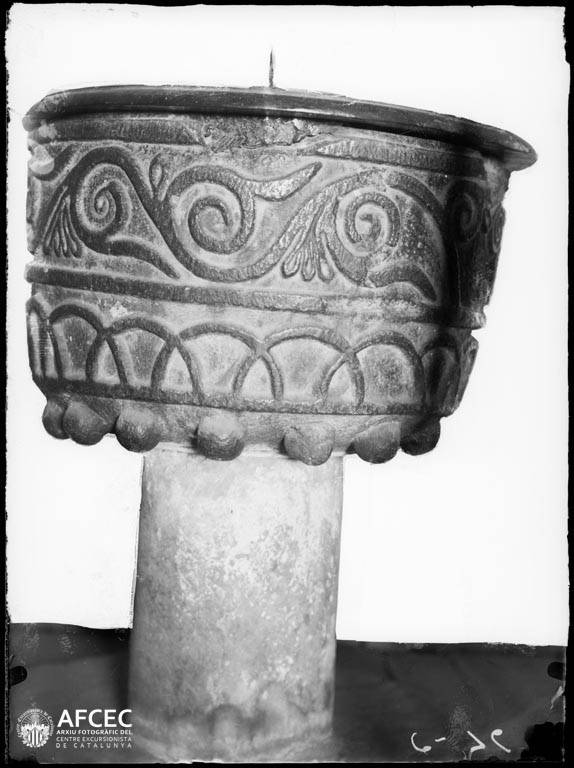
Pila bautismal fotografiada en 1907.
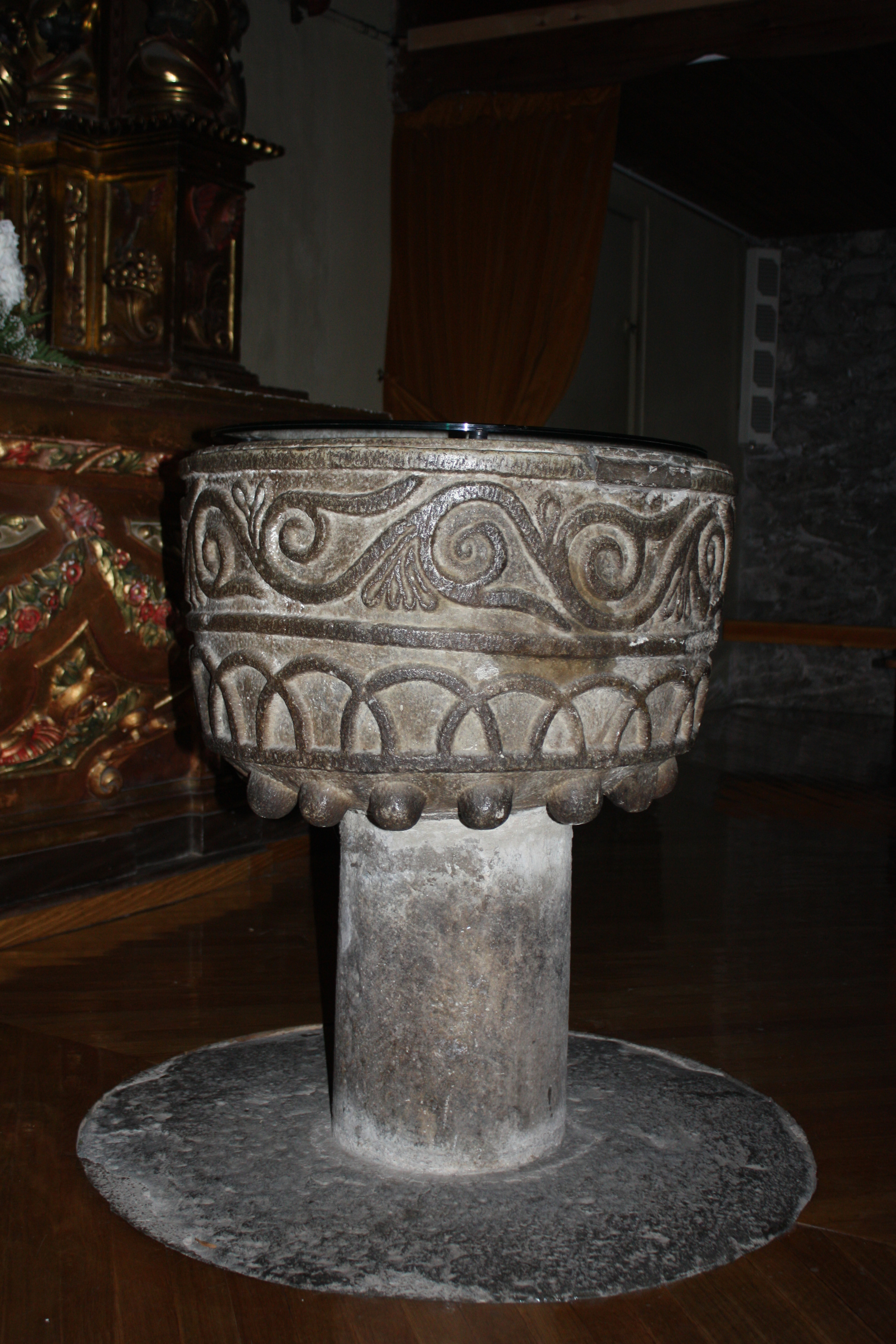
Pila bautismal en la actualidad.
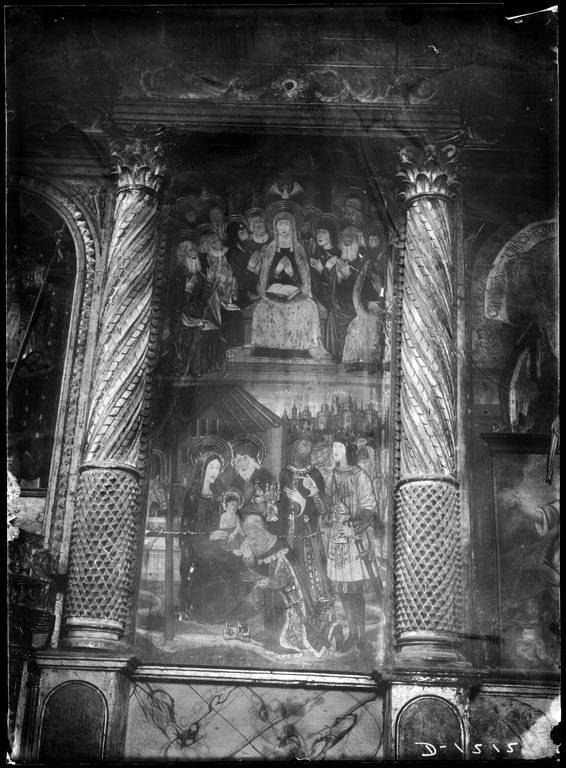
Altar mayor durante el siglo XX.
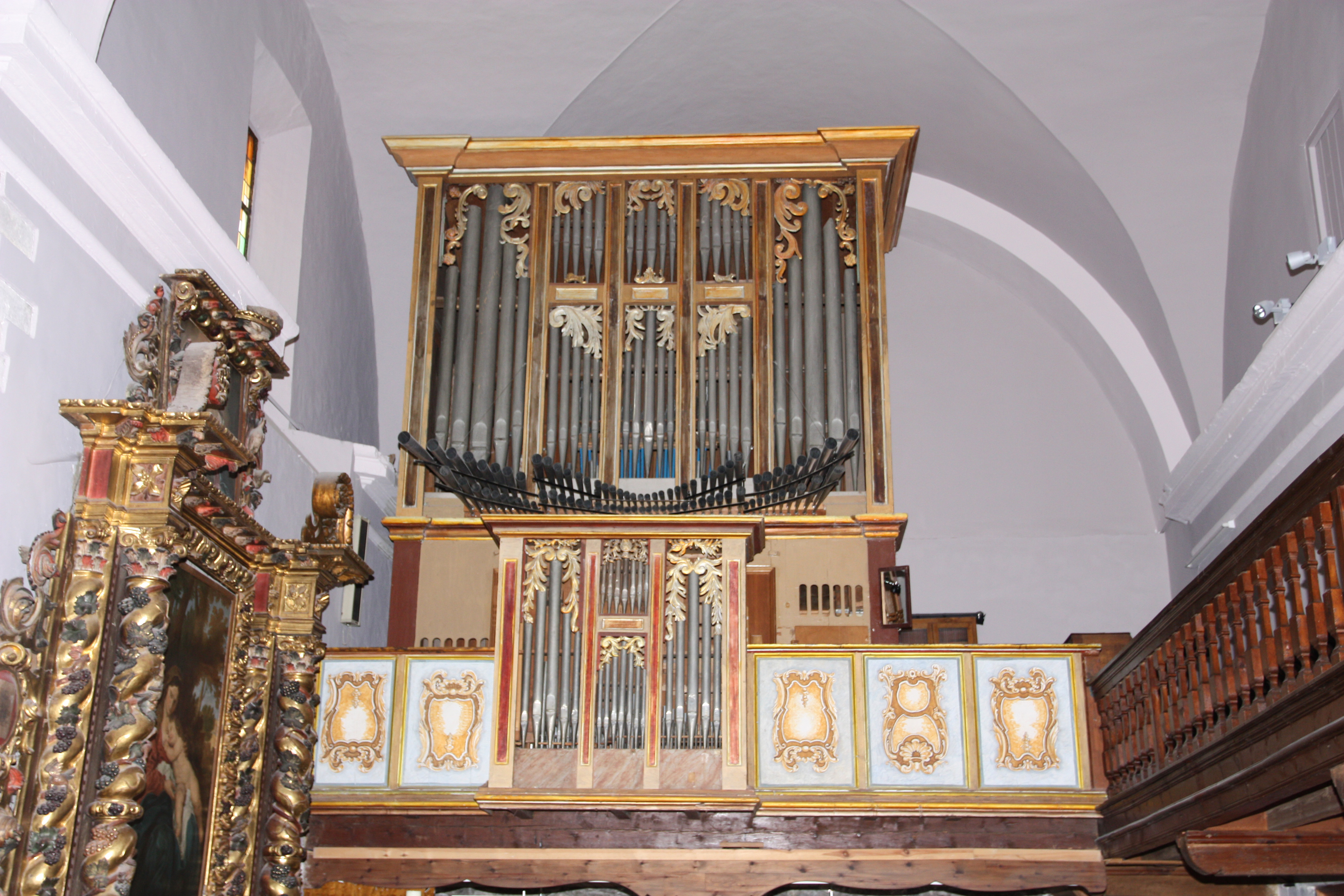
Órgano de la iglesia.
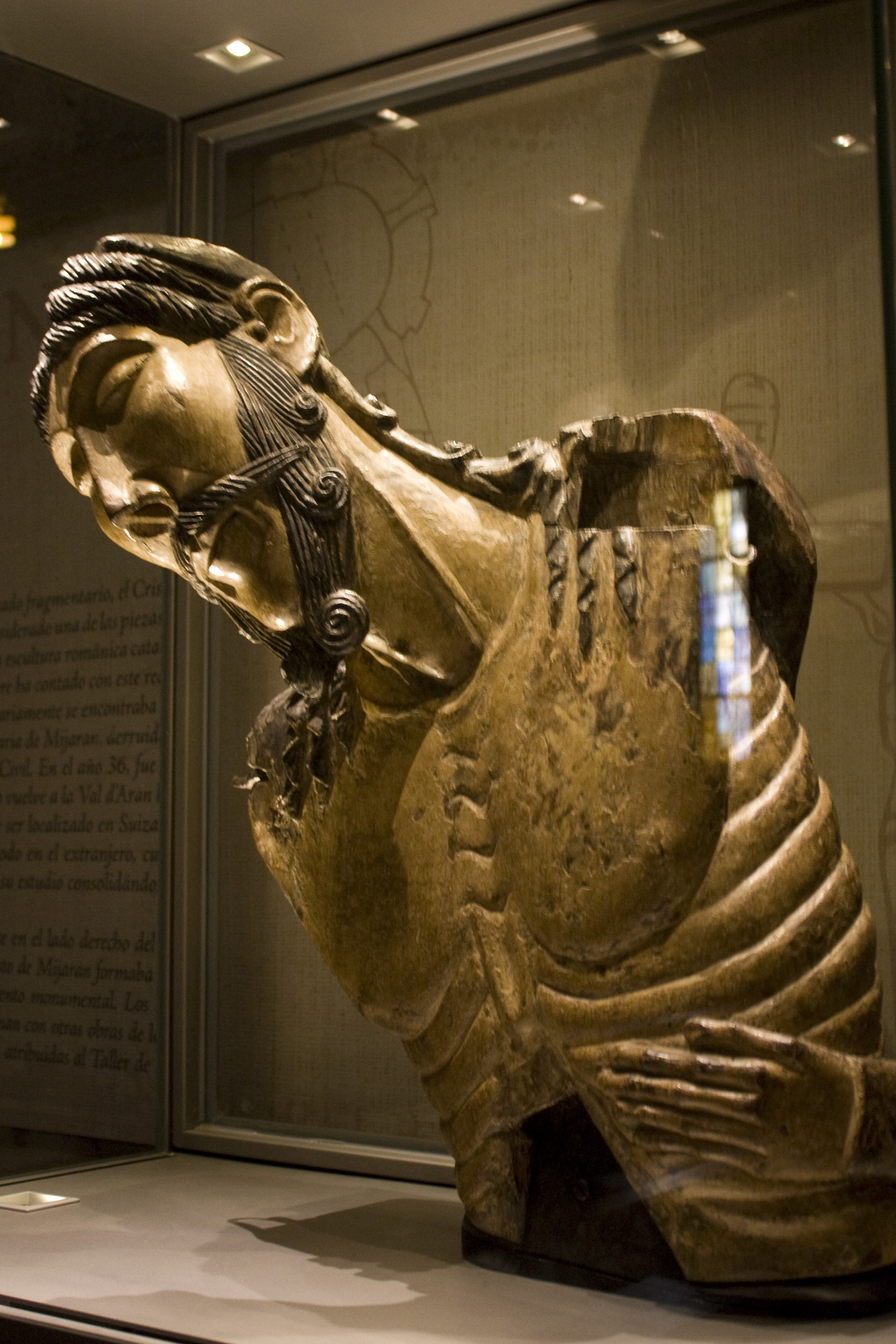
Cristo de Mijaran.

El retablo gótico del altar mayor es del siglo XV. Representa escenas de la vida de la Virgen María y de San Miguel. El cuadro central y los tres del ángulo superior izquierdo son de San Miguel. Las figuras que lo acompañan en el centro son los apóstoles San Pedro y San Pablo. El autor anónimo, «Mestre de Vielha», parece discípulo de Pere Garcia de Benavarri, que trabajó en Barcelona, Lérida y Huesca.

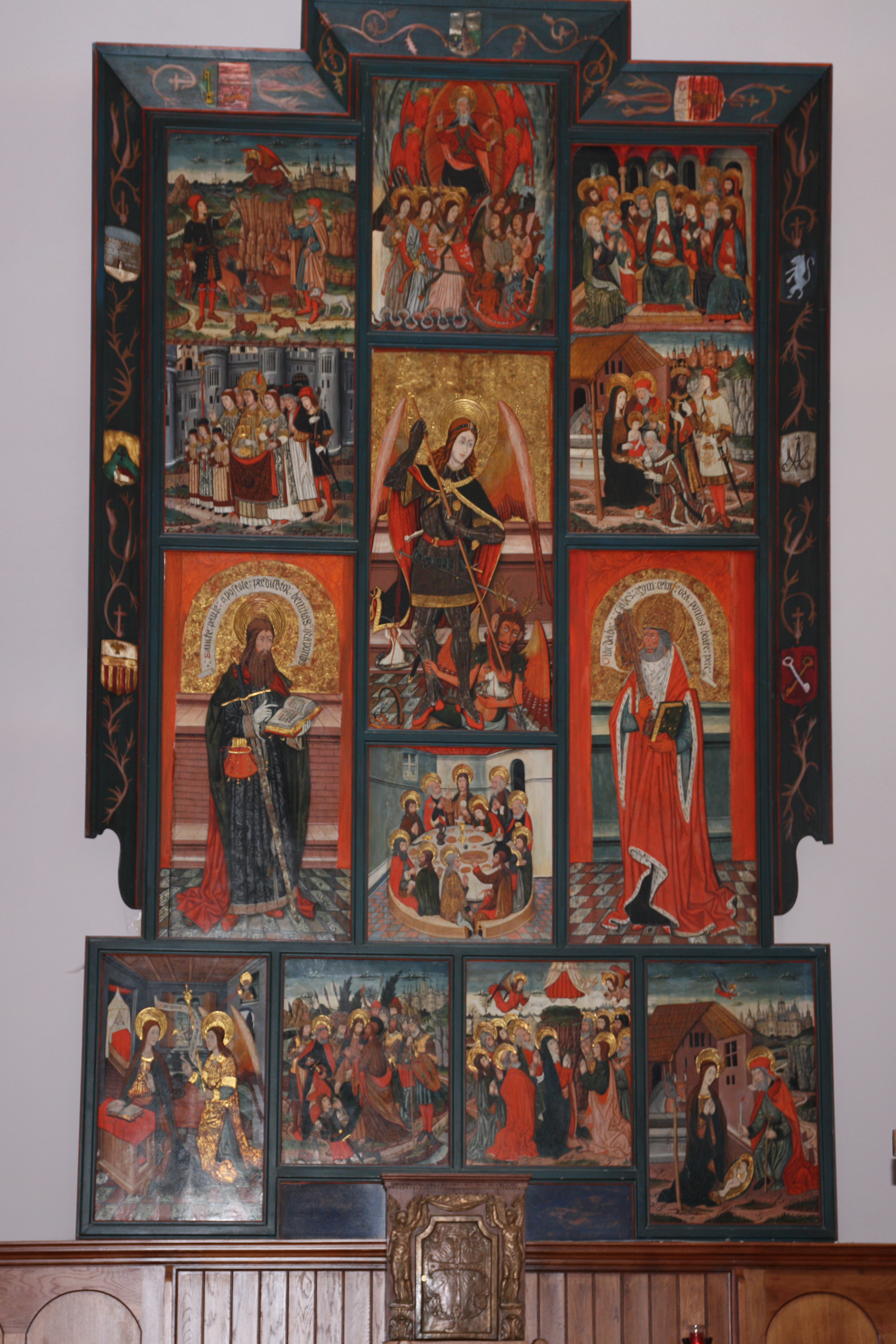
Vista completa del retablo gótico.
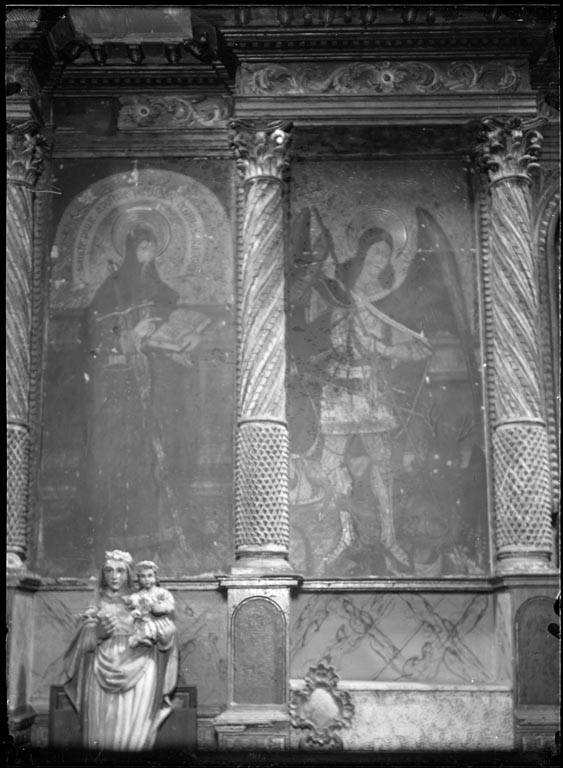
Detalle del retablo de 1907.